# Fritz Schori
Fritz Schori (Mühleberg, Bern, 12 november 1887 – Sumiswald, Bern, 18 februari 1971) was een Zwitsers componist, dirigent en muziekuitgever. Hij gebruikte ook de pseudoniemen A. Duroc, M.H. Forster, J. Friedrich, J. Marquis, J. Meister.

## Levensloop
Hij groeide op in Biel, Zwitserland en speelde daar gedurende 30 jaar als muzikant in de Stadtmusik Biel mee. Bij dit orkest was hij ook tweede dirigent. Verder was hij dirigent van verschillende andere muziekverenigingen, waaronder Musikverein Twann, Musikverein Täuffelen, de Musikgesellschaft Port Nidau en de Blaukreuzmusik Biel.
Als componist was hij een autodidact en hij stichtte in 1934 een eigen muziekuitgave voor zijn werken. 

## Composities

### Werken voor harmonieorkest
- 1935 Freies Leben, mars
- 1937 Jubiläums-Marsch, ter gelegenheid van het 75-jaar jubileum van de Stadtmusik Biel
- 1937 Marsch der Kavallerie-Bereiter Bern
- 1938 Fest im Schritt!
- 1938 Frühlingsblumen - Fleurs printanières, wals
- 1939 Durch die Heimat
- 1940 Abendständchen, serenade
- 1940 Coquetta, intermezzo
- 1941 Andulka, mazurka
- 1941 Wilde Rosen, wals
- 1914 Maientag - Florial, ouverture
- 1942 Alte Weisen, selectie van liederen
- 1943 Des Sennen Abschied, solo voor eufonium en harmonieorkest
- 1943 Dorf-Idyll, kleine romance voor eufonium en harmonieorkest
- 1944 Arosa, mars
- 1944 Frohe Laune - Bon humeur, wals
- 1944 Glückspilze - Les veinards, concertpolka voor twee trompetten of flugelhoorn en harmonieorkest
- 1944 Jugendträume - Rêves de jeunesse, concertouverture
- 1945 Abend auf der Alp - Soir sur l'alpe
- 1945 Ehre und Freiheit - Honneur et liberté
- 1946 Ein Frühlingsmorgen - Un matin printanier
- 1946 Im Märchenland - Au pays des contes, ouverture
- 1946 Maloja, ouvertüre
- 1947 Erinnerungen - Souvenirs
- 1947 Heimatbilder - Images du pays, wals
- 1947 Sylvana, gavotte
- 1947 Vergissmeinnicht, andante
- 1948 Heimkehr - Le retour, andante
- 1948 Honneur au Pays de Vaud - Waadtländer-Marsch
- 1949 Fiorella, intermezzo
- 1949 Rosenzeit - Tout en rose, wals
- 1949 San Remo, mars
- 1950 Arizona
- 1950 Scènes jurassiennes, ouverture, opus 93
- 1950 Ein Sommeraband - Un soir d'été
- 1951 Blumenfest - Fête des fleurs, kleine ouverture
- 1953 Berner-Jubiläumsmarsch 1353-1953, voor het bijtreden van de stad Bern tot de bond van de Eidgenossen
- 1955 Colibri-Polka, voor twee trompetten of flugelhoorns en harmonieorkest
- 1956 Anemonen Walzer
- 1956 Morgenständchen, aubade
- 1957 Bummelfahrt - En promenade, intermezzo
- 1958 Alpha, mars
- 1958 Cornelia, ouverture, opus 117
- 1958 Neuchâtel 1958
- 1959 Alpidyll, solo voor eufonium en harmonieorkest
- 1959 Festlicher Aufzug - Parade solennelle
- 1960 Isabella, wals
- 1961 Ricana, ouverture, opus 130
- 1962 Gladiolen, wals
- 1962 In Freiheit - En liberté
- 1963 Arbedo, mars
- 1963 Jasmin, romance